# Euselasia rubrocilia
Espèce
Euselasia rubrocilia est une espèce de papillons de la famille des Riodinidae et du genre Euselasia.

## Systématique
Euselasia rubrocilia a été nommée par Percy Ireland Lathy en 1926

## Description
Euselasia rubrocilia est de couleur noire sur avec une les postérieures le tiers coté anal rouge sombre.
Le revers est marbré marron roux avec aux postérieures une ligne submarginale de petits chevrons noirs soulignés de blanc.

## Écologie et distribution
Euselasia rubrocilia est présent uniquement en Guyane.

### Biotope
Il réside dans la forêt tropicale.